# The Goon (film)
The Goon è un cortometraggio d'animazione del 2011 diretto da Tim Miller, tratto dall'omonima serie a fumetti ideata da Eric Powell nel 1998. Il cortometraggio è stato girato per poter ricevere finanziamenti e dirigere un film d'animazione completo.

## Produzione
Nel giugno 2008 venne annunciato sul sito ufficiale di The Goon che ne sarebbe stata prodotta una trasposizione cinematografica in CGI da parte dei Blur Studio, prodotta dal regista David Fincher, e basata su una sceneggiatura scritta dall'autore del fumetto Eric Powell. Clancy Brown e Paul Giamatti vennero scritturati come doppiatori principali rispettivamente nel ruolo di The Goon e Franky. Il primo trailer venne distribuito il 20 luglio 2010.